# Aesara van Lucania
Aesara van Luciana of Aisara, Grieks: Αισάρα), (4e of 3e eeuw v.Chr.), was een pythagoreïsche filosofe van wie een fragment uit haar 'Over de menselijke natuur' overgeleverd is via het werk van Johannes Stobaeus.
Van het leven van Aesara is bijna niets bekend. Het fragment uit haar werk 'Over de menselijke natuur' kennen we van Stobaeus. Die was afkomstig van Lucania in Zuid-Italië, waar heel wat pythagoreïsche gemeenschappen bestonden.
Haar naam zou een variatie kunnen zijn van 'Aresa', een dochter van Pythagoras en Theano. Iamblichus van zijn kant oppert in zijn 'Leven van Pythagoras' dat het weleens om een mannelijke schrijver uit Luciana met de naam Aresas zou kunnen gaan.